# Love Sensation
Love Sensation è una canzone interpretata da Loleatta Holloway, inserita nell'omonimo album del 1980.
La canzone fu scritta e prodotta da Dan Hartman (noto cantautore e produttore statunitense), arrangiata da Norman Harris e mixata da Tom Moulton.
Love Sensation ha raggiunto la vetta della Hot Dance Club Play nel settembre 1980.

## Altre versioni
Uno dei remix più noti della canzone è quello eseguito dai Freemasons. Nel corso degli anni la canzone è stata più volte campionata e riutilizzata nella composizione di altre canzoni. Tra le più famose:
- I Wanna Have Some Fun di Samantha Fox
- Ride On Time dei Black Box
- In the Mix dei Mix Masters con MC Action
- "Love Sensation" (2006) by Eddie Thoneick & Kurd Maverick
- Love Sensation 2006 Loleatta Holloway
- Good Vibrations di Marky Mark and the Funky Bunch
- We All Feel Better In The Dark dei Pet Shop Boys
- Move di Moby
- Take Me Away dei Cappella
- Take Me Away dei Chase and Status (campionamento anche di Ride on Time dei Black Box)
- I Don't Know Anybody Else dei Black Box e Martha Wash
- Grand Piano dei Mix Masters
- Over Time dei Cash Cash